# 地球温暖化防止全国ネット
一般社団法人地球温暖化防止全国ネット（ちきゅうおんだんかぼうしぜんこくネット）は、地域において地球温暖化防止活動を実施する団体に対し、その活動をより効果的なものとするための技術的支援等を実施することにより、地球温暖化対策の推進を図ることを目的としている法人。
地域の地球温暖化防止活動推進センターの指定団体を会員として2010年（平成22年）8月に設立され、同年10月1日に環境大臣から「全国地球温暖化防止活動推進センター（JCCCA）」に指定される。

## 主な事業
- 地域地球温暖化防止活動推進センター（地球温暖化対策の推進に関する法律（平成10年10月9日法律第117号）第24条第1項に規定する地域地球温暖化防止活動推進センターをいう。）に指定されている団体等が実施する地球温暖化防止を図るための事業に対する技術的支援、指導及び助言
- 地球温暖化及び地球温暖化対策に関する調査研究並びに情報の収集及び提供
- 地球温暖化防止に関する研修会、講演会の開催等による地球温暖化防止活動の普及
- 地域センターに指定されている団体等による地球温暖化防止活動に関する情報交換の促進
- 家庭エコ診断制度の運営
- 脱炭素チャレンジカップの開催
- その他、法人の目的を達成するために必要な事業